# Lucas Vázquez de Ayllón
Lucas Vázquez de Ayllón (Toledo, c. 1478 - Virgínia, 18 d'octubre de 1526) va ser un militar, oïdor, adelantado i explorador espanyol.
Va viatjar a Santo Domingo el 1502, on va ser nomenat jutge. El 1520 l'Audiència Reial de Santo Domingo l'envià a Cuba per fer desistir a Diego Velázquez de Cuéllar de l'enviament de l'expedició de Pánfilo de Narváez a la Florida. Els seus intents van ser infructuosos i es va dirigir a Santiago de Cuba per contactar amb Narváez. Tampoc el va aconseguir convèncer, viatjant tot seguit fins a Mèxic tot seguint a Narváez, on va tractar sense èxit negociar un acord entre Hernán Cortés i el mateix Pánfilo de Narváez.
El 1522 va enviar una expedició a l'oest, comandada per Francisco Gordillo, que va desembarcar al Cap Fear, a la costa atlàntica de l'actual Carolina del Nord.
El 1523, i amb autorització de l'emperador Carles I, va organitzar una expedició per buscar el Pas del Nord-oest cap a les Illes de les Espècies, explorant la costa oriental dels actuals Estats Units.

Mapamundi complet de Diego Ribeiro (1529).

El 1526, després de rebre de l'emperador Carles drets sobre les terres descobertes, va organitzar una expedició de 600 persones per colonitzar la costa de l'actual estat de Virgínia, on va fundar San Miguel de Guadalupe, primera colònia europea a Amèrica del Nord, a la badia de Chesapeake, que Vázquez d'Ayllón va anomenar «badia de Santa María», no gaire lluny de l'actual Jamestown. Ayllón duia esclaus negres per treballar les terres, sent aquesta la primera vegada en què els africans arribaven a Amèrica del Nord. Aprofitant les disputes polítiques entre els colonitzadors, els esclaus es van aixecar i van fugir a l'interior.
En no trobar indis locals amb els quals realitzar intercanvi d'aliments va decidir aixecar l'assentament tres mesos després i posar rumb al sud, cap a l'illa de l'Hispaniola. Dels 600 homes només van tornar 150, que van dir que havien patit mancances, fam, malalties i atacs dels indígenes locals, i van declarar que Vázquez d'Ayllón havia mort en braços d'un frare dominic i llançat a la mar.